# لاسي غونتر
لاسي غونتر هو لاعب كرة قدم ألماني، ولد في 21 مارس 2003.

## وصلات خارجية
- لاسي غونتر على موقع الاتحاد الأوربي (الإنجليزية)
- لاسي غونتر على موقع قاعدة بيانات كرة القدم.إي يو (الإنجليزية)
- لاسي غونتر على موقع بيانات كرة القدم. دي إي (الألمانية)
- لاسي غونتر على موقع Soccerway.com (الإنجليزية)
- لاسي غونتر على موقع عالم كرة القدم.نت (الإنجليزية)